# Askival
Askival är ett berg i Storbritannien.   Det ligger i kommunen Highland och riksdelen Skottland, i den nordvästra delen av landet, 700 km nordväst om huvudstaden London. Toppen på Askival är 778 meter över havet. Askival ligger på ön Rùm.
Terrängen runt Askival är huvudsakligen kuperad, men åt nordost är den platt. Havet är nära Askival åt sydost. Trakten runt Askival består i huvudsak av gräsmarker.